# Podsavezna nogometna liga Bjelovar 1959./60.
Podsavezna nogometna liga Bjelovar, također i kao Prvenstvo Bjelovarskog nogometnog podsaveza je bila liga četvrtog stupnja nogometnog prvenstva Jugoslavije u sezoni 1959./60. 
 
Sudjelovalo je ukupno 8 klubova, a prvak je bila "Česma" iz Bjelovara. 

## Ljestvica
| mj. | klub                             | ut.      | pob.     | ner.     | por.     | gol+     | gol-     | bod      |
| --- | -------------------------------- | -------- | -------- | -------- | -------- | -------- | -------- | -------- |
| 1.  | Česma Bjelovar                   | 12       | 9        | 2        | 1        | 49       | 9        | 20       |
| 2.  | Borac Čazma                      | 12       | 6        | 4        | 2        | 29       | 13       | 16       |
| 3.  | Lasta Gudovac                    | 12       | 5        | 4        | 3        | 25       | 23       | 14       |
| 4.  | Sloga (Bjelovar – Nove Plavnice) | 12       | 6        | 0        | 6        | 24       | 34       | 12       |
| 5.  | Mladost Žabno                    | 12       | 4        | 3        | 5        | 16       | 21       | 11       |
| 6.  | Bilo Velika Pisanica             | 12       | 3        | 0        | 9        | 18       | 35       | 6        |
| 7.  | Radnik Veliki Grđevac            | 12       | 2        | 1        | 9        | 16       | 42       | 5        |
|     | Trnski Nova Rača                 | odustali | odustali | odustali | odustali | odustali | odustali | odustali |

- Žabno – tadašnji naziv za Sveti Ivan Žabno

## Rezultatska križaljka
| kratica | klub                             | BILO | BOR | ČES | LAS | MLA | RAD | SLO | TRN |
| --- | -------------------------------- | ---- | --- | --- | --- | --- | --- | --- | --- |
| BILO | Bilo Velika Pisanica             |      |     |     |     |     |     |     |     |
| BOR | Borac Čazma                      |      |     |     |     |     |     |     |     |
| ČES | Česma Bjelovar                   |      |     |     |     |     |     |     |     |
| LAS | Lasta Gudovac                    |      |     |     |     |     |     |     |     |
| MLA | Mladost Žabno                    |      |     |     |     |     |     |     |     |
| RAD | Radnik Veliki Grđevac            |      |     |     |     |     |     |     |     |
| SLO | Sloga (Bjelovar – Nove Plavnice) |      |     |     |     |     |     |     |     |
| TRN | Trnski Nova Rača                 |      |     |     |     |     |     |     |     |
| |                                  |      |     |     |     |     |     |     |     |
| podebljan rezultat - utakmice od 1. do 7. kola (1. utakmica između klubova) rezultat normalne debljine - utakmice od 8. do 14. kola (2. utakmica između klubova) rezultat nakošen - nije vidljiv redoslijed odigravanja međusobnih utakmica iz dostupnih izvora rezultat smanjen * - iz dostupnih izvora nije uočljiv domaćin susreta prekrižen rezultat - poništena ili brisana utakmica p - utakmica prekinuta 3:0 p.f. / 0:3 p.f. - rezultat 3:0 bez borbe n.i. - nije igrano |                                  |      |     |     |     |     |     |     |     |

 Izvori: